# Население Малави

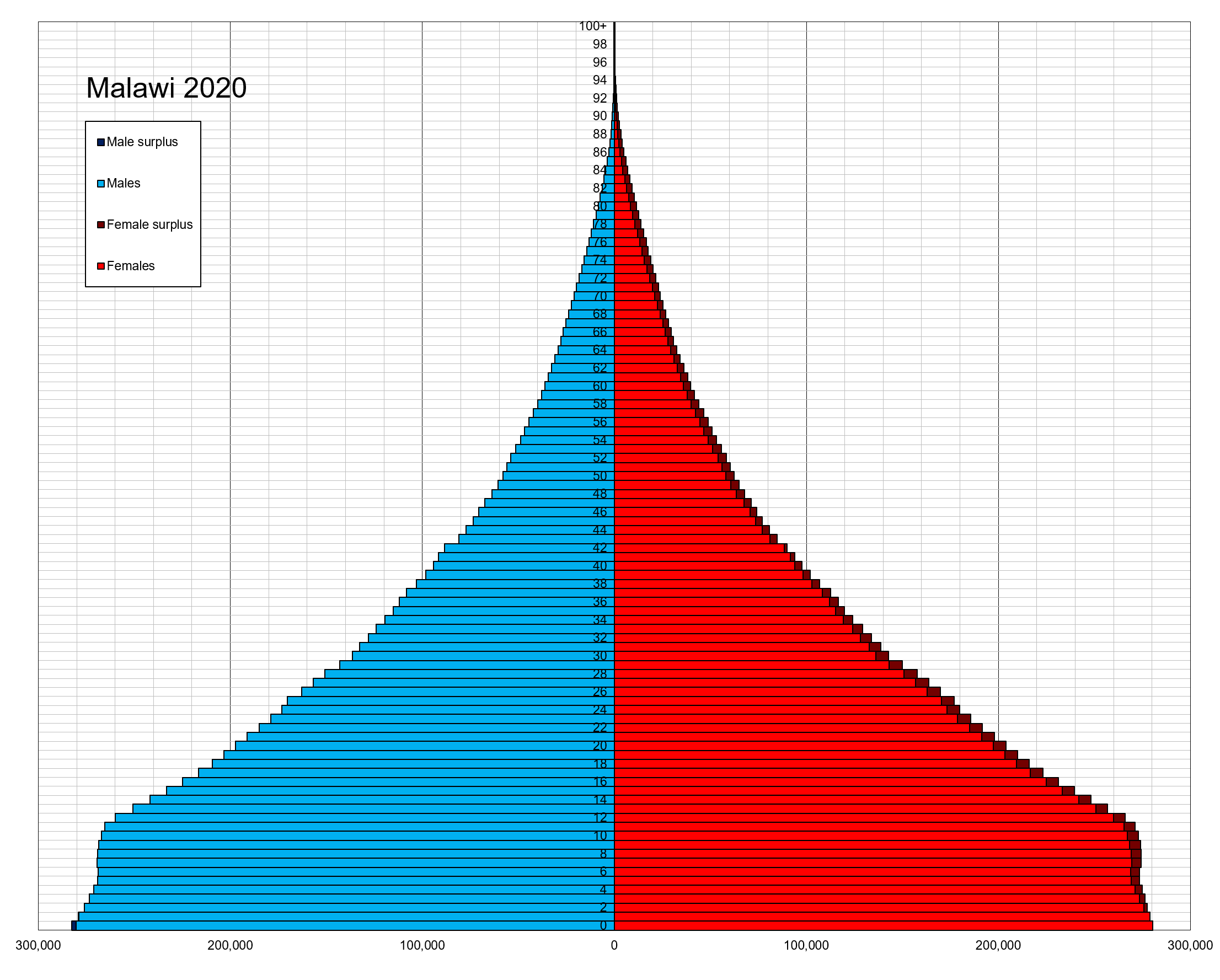
Возрастно-половая пирамида населения Малави на 2020 год

Численность населения — 15,4 млн (оценка на июль 2010).
Прирост населения — 2,8 %.
Рождаемость — 41,3 на 1000 (фертильность — 5,5 рождений на женщину)
Смертность — 13,7 на 1000 (младенческая смертность — 84 на 1000 рождённых)
Средняя продолжительность жизни — 50 лет у мужчин, 52 года у женщин.
Заражённость вирусом иммунодефицита (ВИЧ) — 11,9 % (оценка 2007 года).
Этнический состав — группа племён малави (чева, ньянджа, тумбука, манганджа и др.) — около 60 %, макуа (ломве) — около 20 %, яо — 13 %, нгони (говорящие в основном на чиньянджа) — 5 %, нгонде (ньякуса) — 2 %, фипа — 1 %, в городах небольшое количество индийцев и англичан.
Официальный язык — чичева (чиньянджа) (владеет 57 % населения).
Религии — Аборигенные культы 50%, Христиане 40 %, мусульмане 10 %.
Грамотность — 76 % мужчин, 50 % женщин (оценка 2003 года).
Городское население — 19 %.
Входит в международную организацию стран АКТ.

## Численность населения по годам
| Год            | Население  |
| -------------- | ---------- |
| 1              | 100 000    |
| 500            | 200 000    |
| 1000           | 400 000    |
| 1500           | 1 000 000  |
| 1700           | 1 161 000  |
| 1710           | 1 165 000  |
| 1720           | 1 169 000  |
| 1730           | 1 173 000  |
| 1740           | 1 176 000  |
| 1750           | 1 180 000  |
| 1760           | 1 184 000  |
| 1770           | 1 188 000  |
| 1780           | 1 192 000  |
| 1790           | 1 196 000  |
| 1800           | 1 200 000  |
| 1810           | 1 204 000  |
| 1820           | 1 214 000  |
| 1830           | 1 225 000  |
| 1840           | 1 235 000  |
| 1850           | 1 245 000  |
| 1860           | 1 256 000  |
| 1870           | 1 281 000  |
| 1880           | 1 308 000  |
| 1890           | 1 334 000  |
| 1900           | 1 891 000  |
| 1910           | 1 889 000  |
| 1920           | 1 967 000  |
| 1930           | 2 000 000  |
| 1940           | 2 401 000  |
| 1950           | 2 881 000  |
| 1960           | 3 529 000  |
| 1970           | 4 518 000  |
| 1980           | 6 183 000  |
| 1990           | 9 582 000  |
| 2000           | 11 092 000 |
| 2010           | 13 656 346 |
| 2030 (прогноз) | 18 750 000 |
| 2100 (прогноз) | 40 000 000 |

## Города с населением свыше 50 тыс. человек
По данным переписи 2018 года.
1. Лилонгве — 989 318
2. Блантайр — 800 264
3. Мзузу — 221 272
4. Зомба — 105 013
5. Каронга — 61 609
6. Касунгу — 58 653
7. Мангочи — 53 498

## Языки
В Малави говорят на следующих языках: английский, африкаанс, зулу, каччи, кокола, ламбья, малавийский ломве, малавийский ньиха, малавийский сена, ндали, ньика, ньякьюса-нгонде, тонга, тумбука, чичева, яо. Официальными языками являются английский и чичева.